# Ochotona rufescens
Ochotona rufescens este o specie de mamifere din familia iepurilor fluierători, Ochotonidae. Este găsită în Afganistan, Iran, Pakistan și Turkmenistan, iar Uniunea Internațională pentru Conservarea Naturii o listează ca fiind neamenințată cu dispariția.

## Taxonomie
Ochotona rufescens a fost descrisă pentru prima dată de John Edward Gray în anul 1842. Sunt recunoscute trei subspecii: O. r. rufescens, O. r. regina și O. r. shukurovoi.

## Descriere
Această specie este o lagomorfă, un mamifer mic înrudit cu familia Leporidae, și are un cap mic cu urechi rotunjite, picioare scurte cu blană deasă și tălpi îmblănite. Blana este maro-roșcată cu un „guler” de culoare crem care înconjoară gâtul, iar părțile inferioare sunt mai pale.

## Răspândire și habitat
Ochotona rufescens se găsește în regiuni muntoase din Afganistan, Iran, Pakistan și sud-vestul țării Turkmenistan la altitudini cuprinse între 1.900 și 3.500 de metri. Se găsește în habitate deșertice stâncoase, unde acoperirea vegetației este rară și acoperă mai puțin de 60 % din sol, de asemenea în păduri de ienupăr.

## Comportament
Specimenele din specia Ochotona rufescens trăiesc într-un sistem de vizuini. Este o specie diurnă, apogeul activității sale find atins în timpul dimineții. Se hrănește cu materie vegetală incluzând Ephedra, Artemisia și scaieți⁠(d). Unele tulpini și frunze sunt tăiate în bucăți și uscate în aer liber înainte de a fi depozitate în vizuină. Sezonul de reproducere durează din martie până în septembrie, timp în care o femelă poate făta de 5 ori, în medie câte 6 pui.

## Stare de conservare
Ochotona rufescens are un areal larg, iar populația pare să fie stabilă. În unele regiuni este considerată o specie dăunătoare pentru că se hrănește cu culturi și distruge scoarța pomilor fructiferi. Densitatea populației poate ajunge la 70 de indivizi pe hectar. Uniunea Internațională pentru Conservarea Naturii a listat această specie ca fiind neamenințată cu dispariția, dar este posibil ca o anumită populație izolată să fie pe cale de dispariție. Această specie a fost domesticită și apoi utilizată în Franța și Japonia pentru cercetare în laborator.